# Die Kalesche
Die Kalesche, auch Der Wagen und Die Equipage (russisch Коляска, Koljaska), ist eine Kurzgeschichte des russischen Schriftstellers Nikolai Gogol die, 1835 geschrieben, im April 1836 im allerersten Heft von Puschkins Sowremennik in Sankt Petersburg erschien.

## Handlung
Der Ich-Erzähler meint, Leben kam in das verschlafene Kreisstädtchen B., als das Kavallerieregiment des Brigadegenerals dorthin gelegt worden war. Mithin lebte auch Pifagor Pifagorowitsch Tschertokuzkij, einer der in B. ansässigen Gutsbesitzer, auf. Tschertokuzkij hatte früher ebenfalls in einem Kavallerieregiment gedient und damals in den Gouvernements Tambow sowie Simbirsk die jungen Mädchen auf Bällen zum Tanze geführt. Daheim auf seinem Gut in B. hat Tschertokuzkij eine junge hübsche Frau.
Wenn der General in B. mit seinen Offizieren zecht, darf Tschertokuzkij keinesfalls fehlen. An einem solchen Abend lädt Tschertokuzkij den General und seine Offiziere für den folgenden Nachmittag zu einem Festmahl auf sein Gut ein. Dort stehe in der Wagenremise eine angeblich komfortable Kalesche für viertausend Rubel zum Verkauf bereit.
Am Abend vor jenem angekündigten Mahl feiert Tschertokuzkij mit den Offizieren bis weit nach Mitternacht und kommt des Morgens gegen vier Uhr daheim volltrunken ins Bett. Der Gutsherr schläft noch, als der General mit seinen Offizieren an dem genannten Nachmittag in den Gutshof einfährt. Von der überraschten Ehefrau aus dem Schlaf gerüttelt, muss Tschertokuzkij – mit Nachthemd bekleidet – sich vor der Gästeschar verstecken. Der Gutsherr flüchtet in die Remise. Das Versteck erscheint dem verwirrten Tschertokuzkij nicht sicher genug. Er verbirgt sich vor den anrückenden Offizieren in der Viertausend-Rubel-Kalesche. Der General wirft einen Blick auf das unansehnliche Fahrzeug und vermutet, der Wert dieser kostbaren Kutsche könne nur im Wageninnern stecken. Die Inspektion des Gefährts bringt den „Gastgeber“ im Nachthemd ans Tageslicht. „Ah, hier sind Sie also!“ staunt der General.

## Adaption
- 2005, Mariinski-Theater: Die Kalesche[3] – Oper von Wjatscheslaw Kruglik[4].

## Verwendete Ausgabe
- Die Kalesche. Deutsch von Johannes von Guenther, S. 249–269 in Johannes von Guenther (Hrsg.): Nikolai Gogol: Gesammelte Werke. Band III in Nikolai Gogol: Gesammelte Werke in fünf Bänden. Aufbau-Verlag, Berlin 1952